# حضارة بوتاي

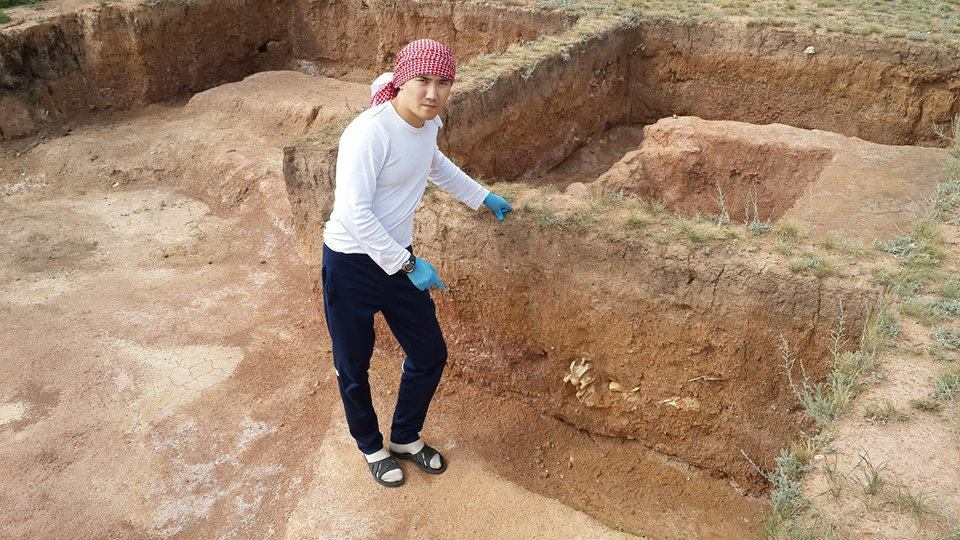
المستوطنات القديمة في بوتاي

حضارة بوتاي، هي حضارة قديمة أثرية قامت خلال الفترة (3700-3100 قبل الميلاد) في كازاخستان وآسيا الشمالية خلال عصور ما قبل التاريخ. سميت هذه الحضارة على اسم مستوطنة بوتاي شمال كازاخستان. تضمّنت حضارة بوتاي موقعين كبيرين آخرين هما كراسني يار (كازاخستان) وفاسيلكوفكا.
قامت حضارة بوتاي على ضفاف نهر إمان-بورلوك، أحد روافد نهر إيشيم. تضمّن الموقع ما لا يقل عن 153 منزلاً. دمّرت المستوطنة جزئياً بسبب الانجراف الذي سببته الأنهار والذي لا يزال يحدث حتى الآن، وبسبب تدمير المناطق المشجرة.
يربط ديفيد و. أنتوني حضارة بوتاي بهجرة الشعوب شرقاً من سهوب فولغا-جبال الأورال في منتصف الألفية الرابعة قبل الميلاد، الأمر الذي أدى إلى إنشاء أفاناسيفو في سيبيريا.

## وصلات خارجية
- "Botai discovery announcement". Carnegie Mellon University. مؤرشف من الأصل في 2016-03-03.